# Retablos de Santo Domingo el Antiguo
Los Retablos de Santo Domingo el Antiguo de Toledo son un conjunto de tres retablos, diseñados por el Greco entre 1577 y 1579. Fueron su primer encargo importante, una vez hubo llegado a España. La parte pictórica consistía en nueve lienzos, siete para el retablo mayor y otros dos más, para sendos altares laterales. En la actualidad, solamente quedan tres pinturas originales in situ: San Juan Evangelista y San Juan Bautista en el retablo mayor y La resurrección de Cristo en el retablo lateral de la derecha. Los otros lienzos fueron vendidos y sustituidos por copias. El conjunto arquitectónico —en madera dorada— ha llegado en buenas condiciones hasta nuestros días, y es el más importante de los que realizó el maestro cretense.

## Historia
El monasterio de Santo Domingo de Silos es llamado popularmente en Toledo "Santo Domingo el Antiguo", para distinguirlo del monasterio de Santo Domingo el Real, edificado en una fecha posterior.
Santo Domingo el Antiguo fue fundado en el siglo XI por el rey Alfonso VI, después de la conquista de la ciudad. Entre 1576  y 1579 se construyó una nueva iglesia con los bienes de la fallecida doña María de Silva, cuyo albacea testamentario era Diego de Castilla. Esta iglesia estaba destinada a ser lugar de enterramiento de María de Silva y, posteriormente, de Diego de Castilla. El Greco también dispuso ser enterrado en esta iglesia.La nueva iglesia fue diseñada por Juan de Herrera, modificando el proyecto inicial de Nicolás de Vergara. En 1576, Diego de Castilla había encargado el retablo mayor a Hernando de Ávila y los dos laterales a Juan de Herrera, pero en 1577 cambió de idea, contratando los retablos al Greco. Luis de Castilla, hijo de Diego de Castilla, había conocido en Roma, en el palacio Farnesio, al Greco, de quien habló favorablemente a su padre.
Los contactos iniciales exigían que el encargo debía realizarlo el artista personalmente, "que no puede sustituirse por otro" y la obra debía ejecutarse en Toledo, quedando también obligado el Greco a diseñar las trazas de los retablos y los modelos para las imágenes de las esculturas. Tanto los retablos como las esculturas los construyó Juan Bautista Monegro. El 8 de agosto de 1577, Diego de Castilla fijó el precio en 1.500 ducados y se estableció un plazo de ejecución de 20 meses. El Greco aceptó el mismo día el encargo y —sorprendentemente— rebajó el precio a 1000 ducados firmando: "Yo Domenico Theotokopuli afermo quanto e sopra scrito". El pintor recibió el 27 de julio de 1578 el pago completo de lo acordado, manifestando que aunque ni los lienzos ni las trazas de los retablos estaban acabados, se comprometía a terminarlos: "no me partiré de esta ciudad de Toledo hasta que la dicha pintura quede acabada de mi mano".
El encargo suponía el trabajo de presentación del Greco en España, que lo podía situar en un lugar de prestigio entre los artistas ya establecidos. Nunca hasta entonces se había enfrentado a una tarea tan ambiciosa, para la cual debía concebir lienzos de grandes dimensiones, encajar las figuras en las respectivas composiciones, armonizándolas en su conjunto. Para ello debió trabajar intensamente, estudiando varias fuentes, especialmente grabados de otros artistas y realizando bocetos y dibujos propios que sería necesario reelaborar.

## Retablo mayor
El retablo mayor era una novedad en Toledo, ya que solamente era similar a los retablos españoles al estar construido en madera totalmente dorada. El diseño es propio de la escuela veneciana, con una calle central —con un gran lienzo— de doble anchura que las calles laterales que lo flanquean. Cada calle lateral tiene, en la predela, un lienzo con una figura de cuerpo entero, en un nicho —o casa— coronado por un arco de medio punto. En el segundo cuerpo, tiene un lienzo con figuras de medio cuerpo, en casas más pequeñas, de formato rectangular. No se conoce ningún modelo exacto de este retablo, aunque tiene gran parecido con ciertos retablos venecianos, como el de Santa Bárbara, en la iglesia de Santa Maria Formosa, obra de Palma el Viejo. Aunque su situación relativa es diferente, ambos retablos están estructurados por un único cuerpo alto —de doble ancho que los laterales— con dos columnas y dos pilastras con capiteles corintios, y ambos están rematados en ático en el intercolumnio de la calle central,.
El cuerpo principal — con fustes estriados y un friso decorados con vides y rosetas— contrasta con la sencillez de la parte superior. Ambas secciones están separadas por el remate de la planta principal, que facilita la inclusión de un escudo sostenido por dos putti, también obra de Juan Bautista Monegro.
Según Cossío, para cubrir con el retablo la gran altura de la pared que todavía estaba desnuda, se añadió un estilóbato sobre el entablamento, disimulado por un frontón sobre el intercolumnio central. Esto obligó a colocar las columnas en la parte central del retablo para acompañar el frontón, y no en los extremos como en el mencionado retablo veneciano. Con estos cambios, el retablo presenta dos esculturas de profetas en los lados laterales y un frontispicio con un medallón con la La Santa Faz debajo del ático. Las tres esculturas que representan las virtudes teologales fueron colocadas en el ático. Probablemente fue el Greco quien propuso estos cambios.

## Retablos laterales
El encanto de los retablos laterales estriba en su simplicidad clásica, de tradición veneciana. Sus detalles se apartan poco de los del retablo mayor, excepto en la doble acanaladura del tercio inferior del fuste y en el uso de un friso convexo, decorado con escamas. Este elemento era relativamente común en la arquitectura de la Antigua Roma, en la arquitectura del Renacimiento y —a menudo— en los edificios venecianos de Jacopo Sansovino, de Andrea Palladio y de sus seguidores. El portal de mármol, diseñado por Jacopo Sansovino, en la Biblioteca Marciana de Venecia está rematado por un frontón que coincide con éste, incluso en el número de ménsulas.

## Lienzos que componían los tres retablos
En los siguientes enlaces se encuentra cumplida información sobre las pinturas que componían los tres retablos:
- La Asunción de María; originariamente ocupaba toda la calle central del retablo mayor; actualmente está en el Instituto de Arte de Chicago.
- San Juan Evangelista; ocupa el primer piso de la calle lateral derecha del retablo mayor; continúa in situ.
- San Juan Bautista; ocupa el primer piso de la calle lateral izquierda del retablo mayor; continúa in situ.
- San Benito; originariamente ocupaba el segundo piso de la calle lateral derecha del retablo mayor; actualmente en el Museo del Prado.
- San Bernardo; originariamente ocupaba el segundo piso de la calle lateral izquierda del retablo mayor; actualmente en el Museo del Hermitage.
- La Santa Faz; originariamente en el frontispicio, entre el primer y el segundo cuerpo, actualmente en una colección privada.
- La Trinidad; originariamente en el ático. Actualmente en el Museo del Prado.
- La resurrección de Cristo; ocupa el retablo lateral derecho. Continúa in situ.
- Adoración de los pastores; originariamente en el retablo lateral izquierdo. Actualmente en una colección privada.